# Henry Bromley (1er baron Montfort)
Henry Bromley, 1er baron de Montfort (20 août 1705 - 1er janvier 1755), de Horseheath Hall, dans le Cambridgeshire, est un propriétaire britannique et un homme politique whig qui siège à la Chambre des communes de 1727 à 1741, quand il est élevé à la pairie en tant que baron. C'est un joueur de cricket, mais aussi un passionné de jeux d'argent qui s'est suicidé à la suite de sa ruine financière.

## Jeunesse
Il est le fils unique de John Bromley le Jeune (en) et de son épouse Mercy Bromley, fille unique de William Bromley (de Holt Castle) (1656–1707). Sa mère est morte en couches et son père est mort en 1718. L'un de ses tuteurs est Samuel Shepheard (en). Il fait ses études au collège d'Eton et est admis au Clare College, à Cambridge en 1724. Il épouse Frances Wyndham, fille de Thomas Wyndham et sœur et héritière de Sir Francis Wyndham, 4e baronnet, de Trent, Dorset le 18 mars 1728. Elle est morte en couches après la naissance de leur fils unique et est enterrée à Église Sainte-Marguerite de Westminster.

## Carrière
Aux élections générales britanniques de 1727 il se présente avec Samuel Shepheard au Parlement comme Whig pour le Cambridgeshire, il y est élu mais il est battu à Cambridge, où il se présente également. Entre 1729 et 1742, il est Lord Lieutenant du Cambridgeshire et devient le principal responsable des élections Whig à Cambridgeshire. Son premier discours rapporté, dit « bien rédigé » et « étudié », est prononcé le 27 février 1730 dans le débat sur Dunkerque, lorsqu'il est invité par Walpole à reprendre une motion de l'opposition. En 1731, il est l’un des députés à qui la Chambre ordonne de rédiger un projet de loi visant à encourager les colonies sucrières, probablement à cause de ses intérêts antillais, et c’est là le fondement de la loi de 1733 sur la mélasse. Il s'exprime sur l'adresse en 1732 et déplace l'adresse sur le mariage de la princesse royale en 1733 avec un autre discours « étudié ». Aux élections générales britanniques de 1734, il est réélu sans opposition. Il propose l'adresse en 1740 et, en 1741, il s'oppose vivement à la proposition tendant à ce que Walpole quitte la Chambre pendant le débat sur la motion tendant à la révoquer. Il est considéré comme un « orateur utile pour la Cour ». Après avoir été élevé à la Chambre des lords, il continue à gérer les élections dans le Cambridgeshire et aurait dépensé 100 000 £ de sa poche pour soutenir les intérêts du gouvernement dans le comté et la corporation de Cambridge. En mai 1741, il est élevé à la pairie sous le nom de Lord Montfort, baron de Horseheath, dans le comté de Cambridge.

## Cricket
Il est actif dans le cricket, à la fois en tant que joueur (pour le London Cricket Club) et en tant que mécène. Au cours de la saison 1743, il est le patron et le capitaine d'un match de London, Middlesex &amp; Surrey XI contre le Kent XI dirigé par John Philip Sackville à Bromley Common le jeudi 16 mai. Les enjeux sont de 500 £ de chaque côté. L'équipe de Montfort marque 97 points et Kent répond avec 69. Lors de leur deuxième manche, l'équipe de Montfort a atteint 112–4 à 20 heures lorsque les joueurs ont accepté de « quitter et jouer le lendemain ». En fait, le jeu n’a pas repris le vendredi parce que Sackville a reconnu sa défaite.

## Fin de vie
Par l'intermédiaire de sa mère, Lord Montfort hérite du manoir de Great Malvern à Malvern, dans le Worcestershire, de son ancêtre, Thomas Bromley, et le vend, vers 1740, à Lord Foley. Il dépense de manière extravagante. Son jeu, dans lequel il est supposé être « le génie le plus doué de son temps », a également consommé de grosses sommes d’argent. Fin 1754, il manque cruellement de fonds et postule à quelques emplois auprès de Newcastle. Comme Newcastle est incapable de fournir quoi que ce soit, le lendemain matin, le 1er janvier 1755, il rédige son testament et demande à son avocat si le testament serait valable même s'il se tirait dessus. Après avoir été avisé, il se rend dans la pièce voisine et se fait sauter la cervelle. Il laisse des dettes de 30 000 £, avec une succession en ruine et dans un domaine de ruine. Il est remplacé dans la baronnie par son fils unique, Thomas Bromley (2e baron Montfort). Sa fille, Frances, épouse Charles Cadogan (1er comte Cadogan).